# Силов трибой
Силовият трибой, още пауърлифтинг (на английски: powerlifting), е вид силов спорт, който се състои от три движения – клякане с щанга, вдигане от лег и мъртва тяга. По време на състезание тези движения се изпълняват в същата последователност.

## Категории

### Теглови категории
Повечето федерации по силов трибой използват следните теглови категории:
- Мъже: 52 кг, 56 кг, 60 кг, 67,5 кг, 75 кг, 82,5 кг, 90 кг, 100 кг, 110 кг, 125 кг, 140 кг, 140 кг +
- Жени: 44 кг, 48 кг, 52 кг, 56 кг, 60 кг, 67.5 кг, 75 кг, 82.5 кг, 90 кг, 90 кг +

През 2011 г. обаче Международната федерация по силов трибой (МФСТ – на английски: International Powerlifting Federation) въведе следните нови категории за тегло:
- Мъже: до 53 кг (младежи), 59 кг, 66 кг, 74 кг, 83 кг, 93 кг, 105 кг, 120 кг, 120 кг +
- Жени: до 43 кг (девойки), 47 кг, 52 кг, 57 кг, 63 кг, 72 кг, 84 кг, 84 кг +

### Възрастови категории
Възрастовите категории зависят от федерацията като цяло, но МФСТ използва следните стойности:
- до 18 (юноши)
- 19-23 (младежи и девойки)
- 24-39 (отворени)
- 40+ (ветерани): 40-49 (ветерани 1), 50-59 (ветерани 2), 60-69 (ветерани 3) и 70+ (ветерани 4).

## Екипировка
Официално приетият стандарт за екипировка в силовия трибой е одобрен от МФСТ и включва: трико, стреч фланелка, коленни бинтове, щангети, трибойски колан и накитници.

## Правила
Състезателят има право:
- да потърси помощ от един от спотърите при ваденето на щангата от стойките, както и при балансирането ѝ
- да остави щангата само веднъж на стойките и да повтори опита си отново в случай на криво изваждане
- да поиска повторен опит от съдията, когато някой от спотърите му попречи при изпълнение на движението

### Клек
При клякането с щанга състезателят изважда тежестта от стойките, прави крачка назад, след което чака за сигнал от съдията. При сигнал кляка, става и чака отново за сигнал за да върне тежестта обратно на стойките.
Опитът няма да се зачете в случаите когато:
- състезателят не спазва сигналите на съдията
- тежестта премине назад, след което пак напред
- единият крак се премести от мястото му по време на движението
- ръцете докоснат краката

### Лег
При вдигането от лег състезателят изважда щангата от стойките и балансира тежестта. Когато лостът спре да се движи съдията дава сигнал за спускане, тежестта се спуска до гърдите, като лостът не трябва да докосва колана, прави се пауза и се изчаква за сигнал за вдигате. Накрая се чака за финален сигнал от съдията за оставяне на тежестта обратно на стойките.
Опитът няма да се зачете в случаите когато:
- състезателят не спазва сигналите на съдията
- при избутване на щангата лостът се върне назад
- се отлепи таза или главата от пейката, или стъпалото от земята
- се избута първо едната ръка, а после другата

### Тяга
При мъртвата тяга лостът се хваща с ръце пред състезателят, като хватът е по избор. След сигнал от съдията щангата се вдига, като състезателят трябва да е напълно изправен с изпънати колене. Накрая се чака отново за сигнал за оставяне на щангата обратно, като тежестта не трябва да се изпуска от ръце до окончателното спускане на земята.
Опитът няма да се зачете в случаите когато:
- лостът се подпре с крака
- лостът се изпусне или се върне надолу преди сигнал от съдията
- състезателят не изпъне докрай коленете и таза
- състезателят се отмести от мястото си